# سهره ریز سینه‌پولکی

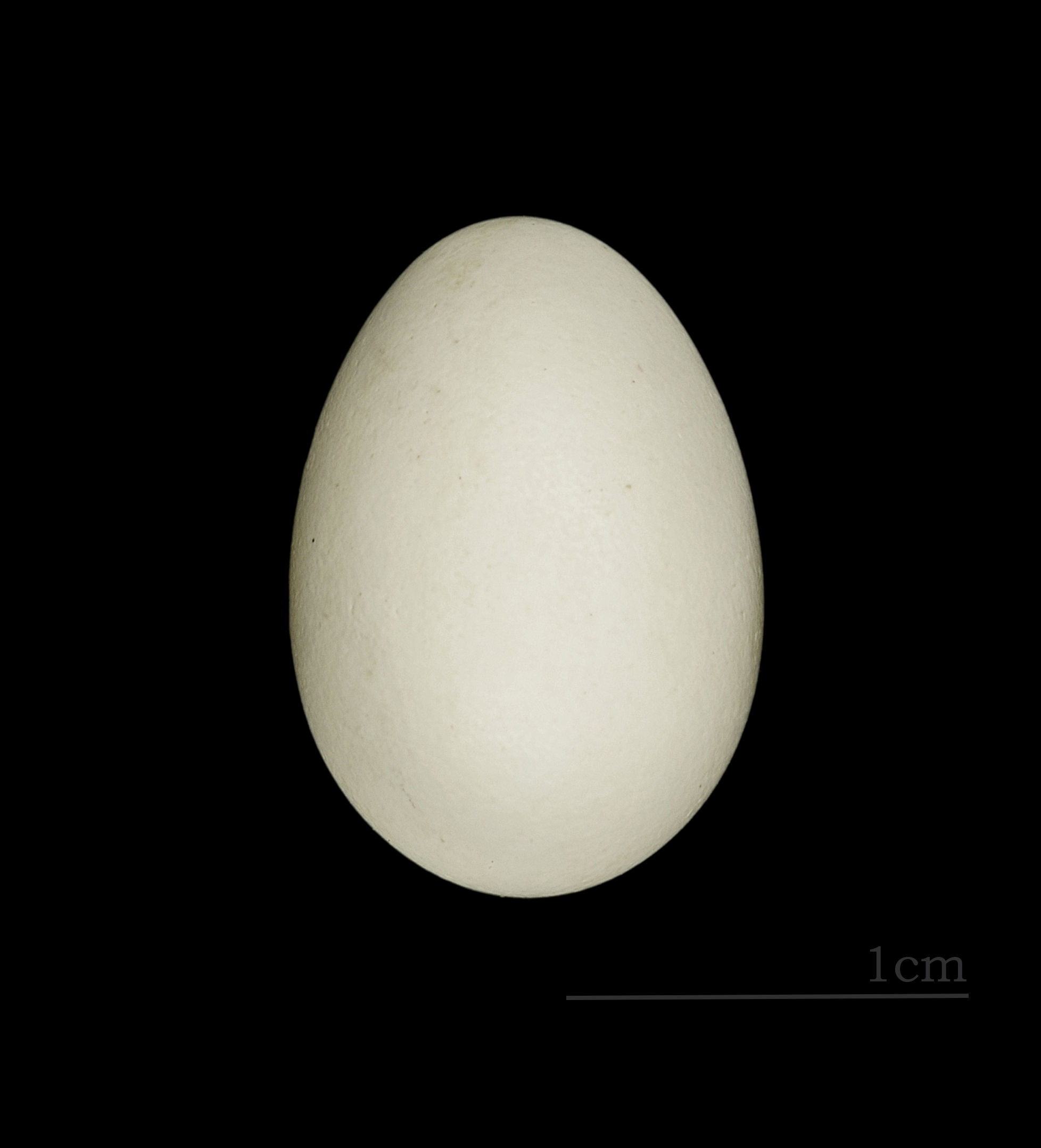
Lonchura punctulata

سهره ریز سینه‌پولکی (نام علمی: Lonchura punctulata)، همچنین با نام‌های فنچ چاشنی، فنچ جوزهندی، مونیای سینه‌صدفی، مونیای خالدار نامیده می‌شود. نر وماده آن شبیه به هم هستند. نرها را از طریق آواز ضعیفشان و رقص‌های مخصوص جفت‌گزینی، می‌توان شناخت و برخی دیگر معتقدند که تشخیص جنسیت این پرنده از طریق شکل نوک یا بزرگی سینه امکان‌پذیر است اما این راه‌ها چندان قابل اعتماد نمی‌باشند. این نژاد دارای بیش از دوازده زیرگونه است و زیرگونه فلیپینی آن راحت‌تر قابل تشخیص است. البته اخیراً این نژاد را با نژادهای دیگر مخلوط کرده‌اند واین امر باعث شده است که یافتن نژاد خالص در فروشگاه‌های عرضه‌کننده پرندگان زینتی دشوار باشد. این فنچ در حالت اسارت به سادگی تکثیر نمی‌یابد. بسیار آرام است و می‌توان به آسانی آن را به صورت مخلوط با دیگر سهره‌های ریزجثه نگهداری کرد، البته نباید محیط زندگی آن‌ها زیاد شلوغ باشد.